# Jacqueline Boyer
Jacqueline Boyer (n. 23 aprilie 1941, Paris, Île-de-France, Franța) este o cântăreață franceză care a câștigat concursul muzical Eurovision 1960 cu melodia Tom Pillibi. 